# Copa de la República 1934
La Copa de la República 1934 fu la 34ª edizione della Coppa di Spagna. Il torneo iniziò il 11 marzo e si concluse il 6 maggio 1934. La finale si disputò allo stadio Montjuic di Barcellona dove il Madrid vinse per la sesta volta il titolo.

## Partecipanti
- Aragona-Gipuzkoa:  CD Logroñés  Donostia  Saragozza  Osasuna
- Asturie:  Oviedo  Sporting Gijón
- Baleari:  Constància
- Biscaglia:  Athletic Bilbao  Barakaldo  Arenas Getxo
- Canarie:  Tenerife
- Cantabria:  Racing Santander
- Catalogna:  Sabadell  Espanyol  Barcellona
- Centro-Sud:  Madrid CF  Atlético Madrid  Real Betis  Siviglia
- Galizia:  Celta Vigo  Deportivo La Coruña  Racing Ferrol
- Murcia:  Hércules  Murcia FC
- Nordafrica:  Ceuta Sport
- Ovest:  Onuba
- Valencia:  Valencia  FC Levante

## Primo turno
|                     | Risultato |                  | Andata | Ritorno | Spareggio |  |
| ------------------- | --------- | ---------------- | ------ | ------- | --------- |  |
| Espanyol            | 7 - 2     | Racing Ferrol    | 7 - 1  | 0 - 1   |           |  |
| Sabadell            | 3 - 3     | Celta Vigo       | 2 - 1  | 1 - 2   | 2 - 4     |  |
| Barakaldo           | 4 - 6     | Sporting Gijón   | 2 - 3  | 2 - 3   |           |  |
| Tenerife            | 4 - 6     | Hércules         | 1 - 4  | 3 - 2   |           |  |
| Osasuna             | 3 - 1     | Atlético Madrid  | 2 - 0  | 1 - 1   |           |  |
| Real Betis          | 3 - 1     | FC Levante       | 2 - 1  | 1 - 0   |           |  |
| CD Logroñés         | 0 - 3     | Murcia FC        | 0 - 0  | 0 - 3   |           |  |
| Ceuta Sport         | 3 - 8     | Siviglia         | 3 - 3  | 0 - 5   |           |  |
| Valencia            | 9 - 7     | Racing Santander | 7 - 1  | 2 - 6   |           |  |
| Saragozza           | 1 - 1     | Arenas Getxo     | 1 - 0  | 0 - 1   | 2 - 1     |  |
| Constància          | 0 - 3     | Barcellona       | 0 - 1  | 0 - 2   |           |  |
| Deportivo La Coruña | 5 - 1     | Onuba            | 5 - 0  | 0 - 1   |           |  |

## Secondo turno
|                     | Risultato |                | Andata | Ritorno |  |
| ------------------- | --------- | -------------- | ------ | ------- |  |
| Barcellona          | 7 - 4     | Siviglia       | 5 - 1  | 2 - 3   |  |
| Oviedo              | 6 - 0     | Donostia       | 4 - 0  | 2 - 0   |  |
| Osasuna             | 1 - 8     | Madrid CF      | 0 - 3  | 1 - 5   |  |
| Deportivo La Coruña | 0 - 3     | Hércules       | 0 - 1  | 0 - 2   |  |
| Celta Vigo          | 4 - 5     | Espanyol       | 3 - 2  | 1 - 3   |  |
| Athletic Bilbao     | 10 - 2    | Saragozza      | 5 - 0  | 5 - 2   |  |
| Murcia FC           | 3 - 9     | Valencia       | 1 - 3  | 2 - 6   |  |
| Real Betis          | 3 - 1     | Sporting Gijón | 3 - 0  | 0 - 1   |  |

## Quarti di finale
|            | Risultato |                 | Andata | Ritorno | Spareggio     |  |
| ---------- | --------- | --------------- | ------ | ------- | ------------- |  |
| Barcellona | 3 - 4     | Real Betis      | 1 - 2  | 2 - 2   |               |  |
| Oviedo     | 8 - 7     | Espanyol        | 5 - 2  | 3 - 5   |               |  |
| Hércules   | 2 - 4     | Valencia        | 2 - 1  | 0 - 3   |               |  |
| Madrid CF  | 2 - 2     | Athletic Bilbao | 1 - 1  | 1 - 1   | 2 - 2 / 3 - 0 |  |

## Semifinali
|            | Risultato |           | Andata | Ritorno |  |
| ---------- | --------- | --------- | ------ | ------- |  |
| Real Betis | 1 - 4     | Madrid CF | 0 - 2  | 1 - 2   |  |
| Valencia   | 5 - 3     | Oviedo    | 2 - 2  | 3 - 1   |  |

## Finale
| Arbitro: | Agustín Vilalta |

|                         |           |              |
| Hilario 71’ Lazcano 73’ | Marcatori | 48’ Vilanova |